# Foxtrot (álbum)
Foxtrot (en español: La danza del zorro) es el cuarto álbum de Genesis, y el segundo tras la llegada de Phil Collins y Steve Hackett al grupo, fue grabado y publicado durante el año 1972, cuando la carrera de la banda se encontraba en ascenso. Foxtrot fue el primer álbum de Genesis en ingresar en los primeros lugares de las listas de éxitos del Reino Unido, alcanzando el puesto #12, y marcó el punto de partida para una larga y exitosa carrera para el grupo. En Italia el éxito fue aún mayor ya que alcanzó el puesto #1 del ranking.
Una edición digital remasterizada fue lanzada en CD en 1994 por la compañía Virgin Records en Europa y por Atlantic Records en Estados Unidos y Canadá. Una edición doble en SACD / DVD (incluyendo nuevo sonido 5.1) se lanzó en febrero de 2009.

## Sinopsis
Foxtrot se convertiría en un clásico de las primeras épocas de Genesis. En él se desarrollan los conceptos musicales que ya se habían definido en el anterior trabajo. Destaca el último tema, Supper's Ready, de más de 20 minutos de duración, que colocaba a Genesis como uno de los más importantes grupos progresivos de la época, junto a bandas como King Crimson, Emerson, Lake & Palmer, Yes o Pink Floyd.
Es en este momento cuando Peter Gabriel comienza a aparecer con diversos disfraces en las ejecuciones en directo, con lo que el grupo adquiere una notoriedad que no había tenido hasta entonces, creando lo que luego se daría en llamar "Rock Teatral" o "Art Rock".

## La portada
El título de este álbum, así como de los dos anteriores es un tanto ambiguo y puede tener diferentes interpretaciones. Por un lado "Foxtrot" es el trote corto del caballo y además es un conocido baile ligero de comienzos del siglo XX.
Paul Whitehead comenta su pintura para la portada del álbum en el libro de Armando Gallo: La portada es originalmente una escena de la caza de la zorra por un aristócrata deportivo. Cobró un significado mayor cuando escuché "La cena está lista." El hielo flotando sobre el agua es como el alma flotando en el cuerpo humano que se escapa de sus perseguidores. La zorra, es pasión, un aspecto violento, pero ha usado su astucia y adoptó un disfraz. En la portada se adoptó la mitad tierra y la mitad mar, y muestra que hay mucha más vida en el mar que en la tierra. También hay muerte en el mar, como se ve por el palo de croquet de Cynthia, el tiburón, el perejil gigante y el submarino nuclear. ¡El ciclista que se observa es Peter! Aparentemente una vez Gabriel apareció a una reunión con una bicicleta y no sabía manejarla muy bien. El hotel es representativo de todos los hoteles en los que la banda pasaba el tiempo durante sus giras.

## Lista de canciones
Todos los temas compuestos, arreglados e interpretados por Genesis (Tony Banks, Phil Collins, Peter Gabriel, Steve Hackett y Mike Rutherford)
| Pista | Título Inglés                   | Duración |
| ----- | ------------------------------- | -------- |
| 1.    | Watcher Of The Skies            | 7:27     |
| 2.    | Time Table                      | 4:50     |
| 3.    | Get' Em Out By Friday           | 8:40     |
| 4.    | Can-Utility and the Coastliners | 5:50     |
| 5.    | Horizons                        | 1:38     |
| 6.    | Supper's Ready(*)               | 22:57    |

(*) Se encuentra dividida en las siguientes siete partes:
1. Lover's Leap
2. The Guaranteed Eternal Sanctuary Man
3. Ikhnaton and Itsacon and Their Band of Merry Men
4. How Dare I Be So Beautiful?
5. Willow Farm
6. Apocalypse in 9/8 (co-starring the delicious talents of Gabble Ratchet)
7. As Sure as Eggs is Eggs (Aching Men's Feet)

## Descripción de canciones
- «Watcher Of The Skies»: la base musical es el melotrón. Las letras de la canción están basadas en una historia de ciencia ficción llamada "Rescue Party" Archivado el 3 de junio de 2015 en Wayback Machine. que escribiera Arthur C. Clarke en 1946.

- «Time Table»: tema en el que destaca Tony Banks. Nunca ha sido tocada en directo. Time Table habitualmente significa "horario de salidas y llegadas".

- «Get' Em Out By Friday»: es una crítica a la sociedad con un toque humorístico (algo que reaparecería casi 20 años después, con la canción "Jesus He Knows Me"). Fue mal interpretado por muchos seguidores del grupo, que tomaron las letras de forma literal.

- «Can-Utility and the Coastliners»: su letras contiene referencias a la mitología clásica, algo común en la discografía del grupo. Tras la gira de lanzamiento del disco nunca ha vuelto a ser tocada en directo.

- «Horizons»: pieza para guitarra interpretada por Steve Hackett, que la mantuvo en su repertorio en solitario. Comienza con la idea central del Preludio de la Suite para violonchelo n.º 1, BWV 1007 de Bach, y luego desarrolla un tema propio con un estilo algo barroco.

- «Supper's Ready»: último tema del disco, con su propia estructura interna (ver más arriba).

## Formación
- Tony Banks - Órgano, melotrón, piano, piano eléctrico, guitarra acústica de 12 cuerdas, coros.
- Steve Hackett - Guitarra eléctrica, guitarra acústica de 12 cuerdas y de 6 cuerdas solista.
- Phil Collins - Batería, percusión y voces.
- Peter Gabriel - Voz principal, flauta, oboe, bombo, pandereta.
- Mike Rutherford - Bajo, pedalero, guitarra acústica de 12 cuerdas, chelo, coros.

## Datos adicionales
- Grabado en Londres, en Island Studios, entre agosto y septiembre de 1972.
- Producido por David Hitchcock.
- Operador: John Burns.
- Diseño de portada: Paul Whitehead.
- Sonido y escenario de Richard McPhail.
- Remezclado y digitalizado en The Farm y Abbey Road por Nick Davis, Geoff Callingham y Chris Blair.